# مرغابی بال‌برنزه
مرغابی بال‌برنزه (نام علمی: Anas specularis) نام یک گونه از تیره اردکیان است.